# Retranchementse Molen
De Retranchementse molen is een koren- en pelmolen aan de Molenstraat in Retranchement, in de Nederlandse provincie Zeeland. Deze open standerdmolen uit 1818, gedekt met schaliën, heeft een vlucht van 20,70/20,80 meter. De molen is maalvaardig, en wordt nog gebruikt om op vrijwillige basis graan te malen. Al vanaf 1643 staat op deze plaats een molen. De huidige molen werd in 1818 herbouwd nadat hij was omgewaaid.

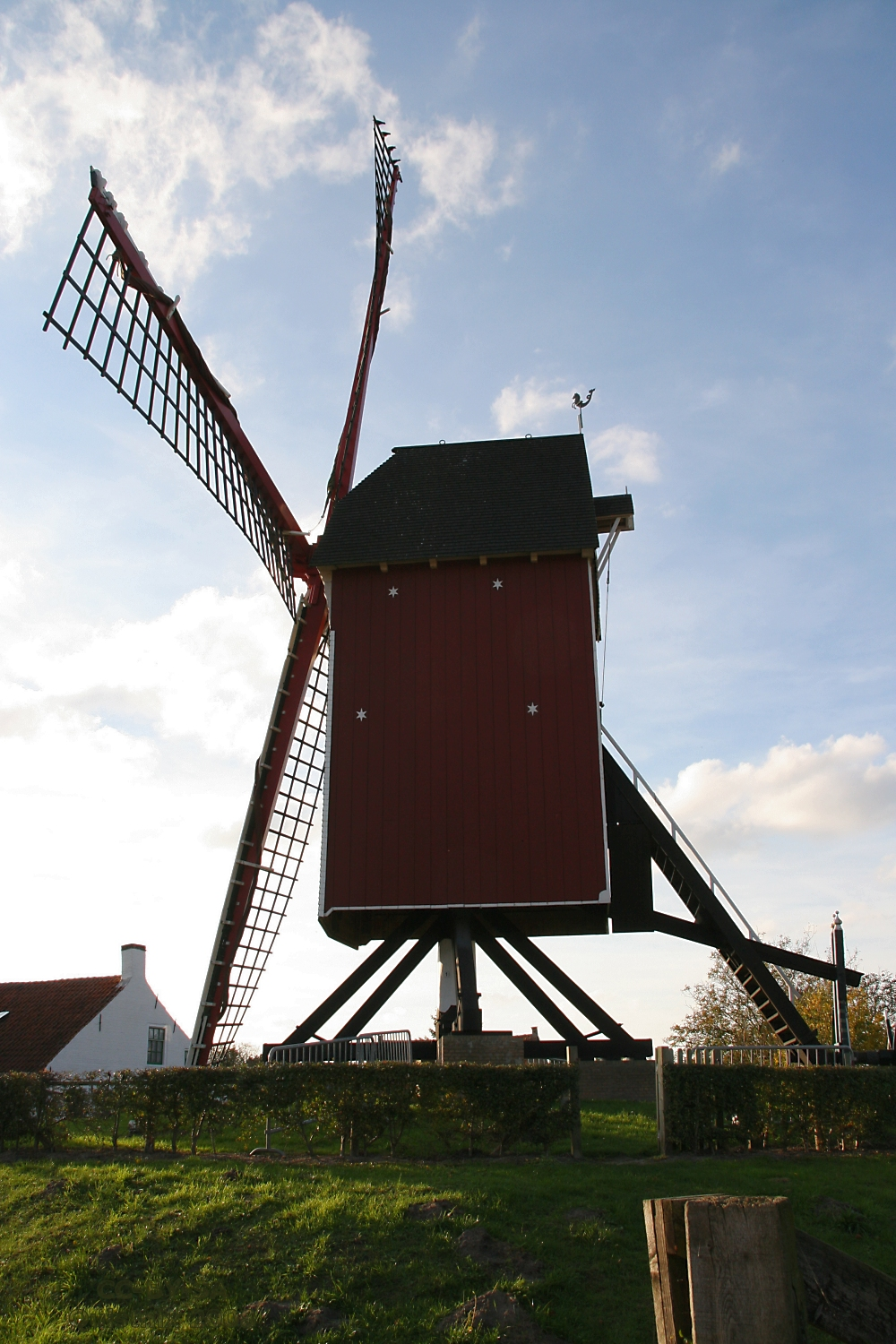
De molen van opzij